# Prix Franz-Hessel
Pour les articles homonymes, voir Hessel.
 (février 2014).
Si vous disposez d'ouvrages ou d'articles de référence ou si vous connaissez des sites web de qualité traitant du thème abordé ici, merci de compléter l'article en donnant les références utiles à sa vérifiabilité et en les liant à la section « Notes et références ».
Le prix franco-allemand Franz Hessel de littérature contemporaine est un prix littéraire récompensant de jeunes auteurs d'expression française et allemande. Le prix a été créé en hommage à l'écrivain et traducteur Franz Hessel.
Ce prix franco-allemand est conçu et organisé par la Villa Gillet à Lyon et la Fondation Genshagen dans le Land de Brandebourg (à côté de Berlin). Le prix reçoit le soutien du Délégué du gouvernement fédéral allemand pour la Culture et les Médias (BKM) et du Ministère français de la Culture et de la Communication. 

## Récompenses
Chaque année, deux jeunes auteurs, l’un allemand, l’autre français, sont récompensés. Ce prix littéraire est doté de 10 000 € par auteur. L’auteur récompensé doit avoir récemment publié une œuvre, idéalement dans l'année de la remise du prix. Les lauréats sont sélectionnés par un jury franco-allemand indépendant. Une traduction en allemand pour l'auteur français et en français pour l'auteur allemand est prévue en collaboration avec les maisons d'éditions concernées. 
Le jury français est notamment composé d'Augustin Trapenard et de Francesca Isidori et le jury allemand de Petra Metz et de Ulrike Vedder (de).

## Lauréats
- 2010 : Kathrin Röggla (de) pour Die Alarmbereiten (S. Fischer) et Maylis de Kerangal pour Naissance d'un pont (Verticales)[1].
- 2011 : Thomas Melle pour Sickster (Rowohlt-Berlin) et Céline Minard pour So long, Luise (Denoël)[2],[3]
- 2012[4] : Andreas Maier (de) pour Das Haus (Suhrkamp Verlag) et Éric Vuillard pour La Bataille d'Occident (Actes Sud)[5].
- 2013 : Jonas Lüscher (de) pour Frühling der Barbaren (C.H.Beck) et Frédéric Ciriez pour Mélo (Verticales)[6].
- 2014 : Esther Kinsky pour Am Fluß (Matthes & Seitz Berlin) et Christine Montalbetti pour Plus rien que les vagues et le vent (P.O.L)[7].
- 2015 : Ulrich Peltzer pour Das bessere Leben (S. Fischer Verlag) et Michaël Ferrier pour Mémoires d'outre-mer (Gallimard)[8].
- 2016 : Christine Wunnicke (de) pour Der Fuchs und Dr. Shimamura (Berenberg) et Philippe Forest pour Crue (Gallimard)
- 2018: Michel Jullien pour Denise au Ventoux (Verdier) et Fatma Aydemir pour Ellbogen (Hanser Verlag)
- 2019 : Anne-Marie Garat pour Le grand Nord-Ouest (Actes Sud) et Susanne Röckel (de) pour Der Vogelgott (Jung & Jung)
- 2020 : Emmanuelle Pireyre pour Chimère (L'Olivier) et Lola Randl (de) pour Der große Garten (Matthes & Seitz Berlin)
- 2021 : Camille de Toledo pour Thésée sa vie nouvelle (éditions Verdier) et Dorothee Elmiger pour Aus der Zuckerfabrik (Hanser)
- 2022 : Maryline Desbiolles pour Charbons ardents (Éd. Seuil) et Fridolin Schley pour Die Verteidigung (Hanser Berlin)